# Kuss (Familienname)
Kuss bzw. Kuß ist ein deutscher Familienname.

## Namensträger
- Angelika Kuss-Bergner (* 1972), österreichische Politikerin (ÖVP), Abgeordnete zum Nationalrat
- Annette Kuß, deutsche Opern- und Theaterregisseurin
- Christian Kuß (1769–1853), deutscher Autor, Prediger und Geschichtsforscher
- Émile Kuss (1815–1871), elsässischer Politiker; Bürgermeister von Straßburg
- Erich Kuß (1927–2021), deutscher Biochemiker und Laboratoriumsmediziner
- Ernst Kuss (1888–1956), deutscher Chemiker
- Helmut Kuß (1906–2006), deutscher Verwaltungsjurist
- Horst Kuss (* 1936), deutscher Historiker und Geschichtsdidaktiker
- Lisa Kuß (* 1938), deutsche Volksschauspielerin und Theaterleiterin
- Malena Kuss (* 1940), spanische Musikwissenschaftlerin
- Max Kuß (1903–1976), deutscher Politiker und bayerischer Landtagsabgeordneter
- Norbert Kuß (* 1943), deutsches Justizopfer
- Otto Kuss (1905–1991), deutscher katholischer Theologe
- Peter Kuß, deutscher Handballspieler, Deutscher Meister im Feldhandball
- Sepp Kuss (* 1994), US-amerikanischer Radrennfahrer
- Siegfried Kuss (1919–1993), deutscher Paläontologe und Hochschullehrer
- Walter Kuß (* 1965), deutscher Skilangläufer